# آل عقاب
آل عقاب هي إحدى قرى محافظة صعدة في اليمن، وتقع على بعد 3 كم غرب مركز المدينة تقريبا وتبلغ مساحتها مايقارب 400هكتار(4كم مربع)
منها 3كم مربع مزروعه، وعدد سكانها 3500نسمه تقريبا منهم حوالي 20% يشتغلون في مجال التجارة و60% أيدي عامله وتعتبر منطقةً زراعيةً، حيث اشتهرت بزراعة، وتسويق الرمان، والتفاح، ويشتهر أهالي آل عقاب بالتجارة الخفيفة، وخاصة تجارة الخضروات.